# Möðruvellingar
Möðruvellingar (Modhruvellingar) fue un poderoso clan familiar de la Era vikinga durante el periodo de la Mancomunidad Islandesa, siglos IX y X, y tuvieron cierto protagonismo en la colonización islandesa en los tiempos de Hrafna-Flóki Vilgerðarson y Eyjólfur Valgerðsson, los primeros referentes del clan. Su historia aparece en varias sagas nórdicas, a destacar la saga Ljósvetninga, la saga de Víga-Glúms y la saga de Njál, y la presencia de uno de los grandes caudillos del clan, Gudmundur Eyjólfsson que apoyó a su amigo Ásgrímur Elliða-Grímsson durante el Althing de 1012 en la causa a favor de Kári Sölmundarson por la quema y muerte de Njáll Þorgeirsson y su familia.
Dominaron el goðorð de Eyjafjörður y gran parte de Þingeyjarsýsla, debe su nombre al distrito de Möðruvellir. Hasta el siglo XIV su influencia fue notable en toda la isla.